# 응옥호이현
응옥호이현(베트남어: Huyện Ngọc Hồi / 縣玉回)은 베트남 중부 고원 지방 꼰뚬성의 현이다.

## 행정 구역
응옥호이현은 1시진, 7사를 관할하고 있다.

### 시진
- 쁠레이깐 시진 (Thị trấn Plei Kần, 坡離芹市鎭)

### 사
- 닥앙사 (Xã Đắk Ang, 得英社)
- 닥둑사 (Xã Đắk Dục, 得育社)
- 닥깐사 (Xã Đắk Kan, 得堪社)
- 닥농사 (Xã Đắk Nông, 得農社)
- 닥쑤사 (Xã Đắk Xú, 得蘇社)
- 뻐이사 (Xã Pờ Y, 博伊社)
- 사루옹사 (Xã Sa Loong, 沙龍社)